# Caldono
Caldono è un comune della Colombia facente parte del dipartimento di Cauca.
Il centro abitato venne fondato da Hernando Arias Saavedra nel 1730.